# Список заслуженных тренеров Республики Беларусь по греко-римской борьбе
Почётное спортивное звание, присваивается с 1992 года.

## 1992
- Копылов, Виктор Павлович
- Журов, Евгений Николаевич

## 1993
- Гайдук, Валерий Викентьевич

## 1994
- Либерман, Леонид Айзикович
- Сахрай А.Г.
- Гатальский, Анатолий Михайлович
- Шашков, Петр Алексеевич

## 1995
- Мисюк, Геннадий Феликсович

## 2001
- Концевенко, Владимир Иванович

## 2005
- Гоголь, Виталий Владимирович
- Эскендаров, Малик Эндижаевич

## 2008
- Касавцев, Анатолий Иванович

## 2011
- Маджидов, Камандар Бафалиевич
- Сапунов, Геннадий Андреевич

## 2014
- Ажигов, Олег Хаматханович

## 2016
- Петренко, Игорь Анатольевич